# Francho Serrano
Francho Serrano Gracía (Saragozza, 17 ottobre 2001) è un calciatore spagnolo, centrocampista del Real Saragozza.

## Carriera

### Club
Cresciuto nel settore giovanile del Real Saragozza, ha esordito in prima squadra il 4 novembre 2020 disputando l'incontro di Segunda División pareggiato 2-2 contro il Girona.
Il 26 maggio 2025 rinnova fino al 2030 il suo contratto con il Real Saragozza.

### Nazionale
Ha giocato nelle nazionali giovanili spagnole Under-19 ed Under-21.

## Statistiche

### Presenze e reti nei club
Statistiche aggiornate al 27 febbraio 2025.
| Stagione        | Squadra          | Campionato      | Campionato | Campionato | Coppe nazionali | Coppe nazionali | Coppe nazionali | Coppe continentali | Coppe continentali | Coppe continentali | Altre coppe | Altre coppe | Altre coppe | Totale | Totale |
| Stagione        | Squadra          | Comp            | Pres       | Reti       | Comp            | Pres            | Reti            | Comp               | Pres               | Reti               | Comp        | Pres        | Reti        | Pres   | Reti   |
| --------------- | ---------------- | --------------- | ---------- | ---------- | --------------- | --------------- | --------------- | ------------------ | ------------------ | ------------------ | ----------- | ----------- | ----------- | ------ | ------ |
| 2019-2020       | Real Saragozza B | TD              | 2          | 0          |                 | -               | -               |                    | -                  | -                  |             | -           | -           | 2      | 0      |
| ott. 2020       | Real Saragozza B | TD              | 1          | 0          |                 | -               | -               |                    | -                  | -                  |             | -           | -           | 1      | 0      |
| 2020-2021       | Real Saragozza   | SD              | 32         | 1          | CR              | 2               | 1               |                    | -                  | -                  |             | -           | -           | 34     | 3      |
| 2021-2022       | Real Saragozza   | SD              | 30         | 2          | CR              | 2               | 0               |                    | -                  | -                  |             | -           | -           | 32     | 2      |
| 2022-2023       | Real Saragozza   | SD              | 36         | 1          | CR              | 1               | 0               |                    | -                  | -                  |             | -           | -           | 37     | 1      |
| 2023-2024       | Real Saragozza   | SD              | 22         | 3          | CR              | 1               | 0               |                    | -                  | -                  |             | -           | -           | 23     | 3      |
| 2024-2025       | Real Saragozza   | SD              | 24         | 4          | CR              | 2               | 0               |                    | -                  | -                  |             | -           | -           | 26     | 4      |
| Totale carriera | Totale carriera  | Totale carriera | 147        | 11         |                 | 8               | 1               |                    | -                  | -                  |             | -           | -           | 155    | 12     |